# Franklin Flores Córdova
Franklin Richard Flores Córdova (Sica Sica, Bolivia; 8 de julio de 1979) es un político boliviano y ex dirigente universitario que actualmente ocupa el cargo de gerente general de la Empresa de Apoyo a la Producción de Alimentos (EMAPA) desde el 26 de mayo de 2021 durante el gobierno del presidente Luis Arce Catacora.
Durante su carrera política, Flores ha sido concejal del municipio de Sica Sica desde el 31 de mayo de 2010 hasta el 1 de julio de 2014, luego ocupó el cargo de diputado nacional uninominal desde el 23 de enero de 2015 hasta el 8 de noviembre de 2020. Posteriormente fue candidato a Gobernador del Departamento de La Paz en las elecciones subnacionales de 2021 en representación del partido del Movimiento al Socialismo (MAS-IPSP), pero perdió en la segunda vuelta electoral frente a Santos Quispe Quispe del partido "Juntos Al Llamado De Los Pueblos" (JALLALLA-LP).

## Biografía
Franklin Flores nació un 8 de julio de 1979 en el municipio de Sica Sica. Comenzó sus estudios escolares en 1985 en una escuelita rural aimara de su comunidad de Aisacollo y luego en Konani. Durante su adolescencia, Flores se trasladó a vivir a la ciudad de La Paz donde salió bachiller del Instituto Americano el año 1997. 
Continuó con sus estudios profesionales, ingresando a estudiar en la Facultad de Derecho y Ciencias Políticas de  la Universidad Mayor de San Andrés (UMSA). Durante su etapa universitaria, Franklin Flores se convertiría en dirigente universitario. Al principio se creía que era abogado pero actualmente su nombre no figura en el Registro Público de la Abogacía de Bolivia.

## Carrera política

### Concejal de Sica Sica (2010-2014)
Flores ingresó a la política boliviana participando en las elecciones subancionales de 2010 siendo un joven de 31 años de edad para esa época. Postuló al cargo de concejal en representación del MAS-IPSP y logró ganar accediendo a dicho cargo.

### Diputado Uninominal de Bolivia (2015-2020)
En julio de 2014, Franklin Flores renunció a su cargo de concejal y decidió postular al cargo de diputado uninomonal por la circunscripción 18 en representación del MAS-IPSP. Mientras se encontraba realizando su campaña electoral, Flores fue denunciado por ocasionar un accidente de tránsito en estado de ebriedad.

### Elecciones subnacionales de 2021

#### Candidatura
Después de haber estado en el legislativo por más de 5 años, Franklin Flores decidió participar en las elecciones subnacionales y para lograr aquello obtuvo el apoyo de varias centrales agrarias pertenecientes a la Provincia Aroma, y ya desde el 15 de noviembre de 2020 varios sectores campesinos de dicha provincia además de dirigentes vecinales del Distrito 8 de la ciudad de El Alto decidieron proponer desde el municipio de Ayo Ayo a Franklin Flores como futuro gobernador del Departamento de La Paz.
Un mes después, el 14 de diciembre de 2020, Evo Morales Ayma (principal líder del partido MAS-IPSP), informaba y saludaba la decisión de las organizaciones sociales de haber llegado a un consenso para postular a la gobernación de La Paz al exdiputado Franklin Flores y al ex gerente de la empresa estatal Mi Teleférico César Dockweiler a la alcaldía de la ciudad de La Paz.
El 27 de diciembre de 2020, el partido del Movimiento al Socialismo (MAS-IPSP) ratificaba su decisión de elegir al ex diputado Franklin Richar Flores Córdova de 41 años de edad, como su candidato a la gobernación de La Paz para las elecciones subnacionales de 2021. Al día siguiente, inscribió su candidatura ante el Tribunal Electoral Departamental (TED) de La Paz.
En una entrevista periodística, Franklin Flores confesaba que en el MAS-IPSP es "más difícil salir candidato que ganar la elección" refiriéndose de la siguiente manera: 

"Inicialmente, yo he sido propuesto por mi comunidad Aisacollo en el Municipio de Sica Sica de la Provincia Aroma. Se ha elevado esa determinación a la Federación Departamental de Campesinos de La Paz Tupac Katari y a la Federación de Mujeres Bartolina Sisa; de ahí cerca a 2.000 comunidades campesinas aymaras generaron consenso y propusieron mi candidatura. No es sencillo generar consenso. Pues en el MAS-IPSP es más complicado salir candidato por el partido que ganar la propia elección."
Candidato Franklin Richard Flores (31 de enero de 2021).

#### Campaña electoral
Durante su campaña electoral, Flores prometía a toda la población paceña que instalaría una planta maquilera en el Parque Industrial de Kallutaca (ubicado en el Municipio de Laja) a 20 kilómetros de la ciudad de La Paz, así como también una planta de ensamblaje de automóviles y tecnología, además de una planta enlatadora de peces y otra planta enlatadora de frutas según la potencialidad y la producción de las diferentes regiones y poblaciones paceñas del Departamento, pues según Flores, estas plantas industriales generarian porlomenos unos 30 000 empleos directos y 150 000 empleos indirectos.
Según Franklin Flores su plan de gobierno se basa en 4 principales ejes, los cuales son la  inversión pública pero también fomentar la inversión empresarial privada tanto nacional como también la extranjera, la industrialización, la innovación y la integración departamental para dotar a La Paz con el establecimiento de un gran parque industrial a nivel nacional.

#### Resultados electorales y segunda vuelta
El 7 de marzo de 2021 los resultados finales del cómputo oficial demostraron que el candidato masista Franklin Richar Flores Córdova había salido en primer lugar al haber obtenido el apoyo del 39,70 % de la votación total (618 221 votos). En cambio, Santos Quispe había salido en segundo lugar al haber obtenido el 25,18 % de la votación (392 132 votos) y finalmente Rafael Quispe quedó en tercer lugar con el 22,44 % (349 348 votos).
Según la ley electoral boliviana, en caso de que ninguno de los candidatos haya obtenido más del 50 % de los votos válidos (mayoría absoluta), entonces se proclamará ganador al candidato que salió en primer lugar y que haya obtenido más del 40 % de la votación de todos los votos válidos, pero siempre y cuando tenga una diferencia del 10 % con el candidato que quedó en segundo lugar. Si eso no ocurriese, entonces ambos candidatos irán a una segunda vuelta electoral (balotaje) en donde el candidato que obtenga la mayoría simple  se convertirá en gobernador o gobernadora.